# Греція на зимових Олімпійських іграх 1980
Греція на зимових Олімпійських іграх 1980 в Лейк-Плесід була представлена 3 спортсменами у 1 виді спорту.

## Спортсмени
Гірськолижний спорт
Чоловіки
- Лазарос Архонтопулос
- Лазаракіс Кехагіас
- Янніс Стаматіу

## Результати

### Гірські лижі
Головна стаття: Гірськолижний спорт на зимових Олімпійських іграх 1980
Чоловіки
| Спортсмен            | Змагання           | Гонка 1 | Гонка 1 | Гонка 2 | Гонка 2 | Всього  | Всього |
| Спортсмен            | Змагання           | Час     | Місце   | Час     | Місце   | Час     | Місце  |
| -------------------- | ------------------ | ------- | ------- | ------- | ------- | ------- | ------ |
| Лазаракіс Кехагіас   | Гігантський слалом | 1:42.16 | 61      | 1:41.24 | 49      | 3:23.40 | 51     |
| Янніс Стаматіу       | Гігантський слалом | 1:41.80 | 60      | 1:43.19 | 51      | 3:24.99 | 52     |
| Лазарос Архонтопулос | Гігантський слалом | 1:36.32 | 57      | 1:39.91 | 48      | 3:16.23 | 48     |
| Лазарос Архонтопулос | Слалом             | DSQ     | –       | –       | –       | DSQ     | –      |
| Лазаракіс Кехагіас   | Слалом             | DNF     | –       | –       | –       | DNF     | –      |
| Янніс Стаматіу       | Слалом             | 1:10.86 | 39      | 1:07.27 | 33      | 2:18.13 | 33     |

Зеленим кольором виділений найкращий результат у змаганнях.